# Сент-Мор, Ричард, 5-й барон Сент-Мор
Ричард де Сент-Мор (англ. Richard de St Maur; после 1352 — 15 мая 1401) — английский аристократ, 5-й барон Сент-Мор и de-jure 4-й барон Ловел из Кэри с 1362 года. Второй сын Николаса де Сент-Мора, 3-го барона Сент-Мора, и Мюриэль Ловел. После смерти старшего брата Николаса унаследовал обширные владения в Сомерсете, Уилтшире и Глостершире и баронский титул. В 1380 году участвовал в военной экспедиции в Бретань, до 1382 года был посвящён в рыцари. Был женат на Элле де Сент-Ло, дочери сэра Джона де Сент-Ло, которая родила ему сына Ричарда (умер в 1409), 6-го барона Сент-Мора.
Баронесса Элла после смерти мужа вступила во второй брак — с сэром Джоном Брадестоном.